# Unternehmen Anton I
Unternehmen Anton I war der Tarnname einer gegen Partisanen und Zivilbevölkerung gerichteten Aktion, die das Polizei-Bataillon 309 vom 3. bis 6. März 1942 in der Nähe von Brjansk durchführte. Neben dem Polizei-Bataillon war auch die Luftwaffe beteiligt. Die Zahl der getöteten Partisanen und Zivilisten wird auf etwa 145 geschätzt; zehn Dörfer wurden niedergebrannt. Auf deutscher Seite fielen neun Soldaten.
Das Unternehmen war Teil der nationalsozialistischen Vernichtungspolitik in der Sowjetunion, die vor allem von Einsatzgruppen der Sicherheitspolizei und des Sicherheitsdienstes durchgeführt wurde. Partisanenbekämpfung und Durchführung des Holocausts waren dabei auch im Brjansker Gebiet eng miteinander verbunden. Das Bataillon führte vor und nach Anton I eine Reihe ähnlicher Unternehmen durch, die sich mit unterschiedlichen Schwerpunkten gegen Partisanen, Juden und andere Menschen richteten; die meisten Opfer hatte dabei das Massaker von Bialystok am 27. Juni 1941 gefordert. Auch danach hatte das Polizei-Bataillon 309 wiederholt Erschießungen von ‚Kommissaren‘, Juden, Partisanen und andere Menschen vorgenommen.

## Einzelbelege
1. ↑  Sebastian Stopper: Das Brjansker Gebiet unter der Besatzungsherrschaft der Wehrmacht 1941 bis 1943. diss. phil., Humboldt-Universität zu Berlin, 2012, hier S. 41; Digitalisat.